# Marianne Kock

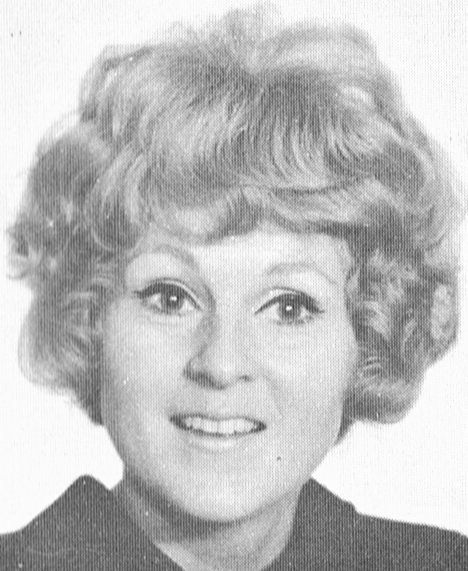
Marianne Kock (ca. 1969).

Marianne Kock (* 1. September 1939 in Karlskrona als Marianne Olga Maria Johansson) ist eine ehemalige schwedische Pop- und Schlagersängerin. Zwischen 1965 und 1972 hatte sie zehn Top-10-Hits in den schwedischen Svensktoppen-Charts, darunter mit Om hela världen sjöng en sång auch eine Nr. 1.

## Biografie
Marianne Kock kam 1939 in der Hafenstadt Karlskrona in der südschwedischen Provinz Blekinge län als Marianne Johansson zur Welt. Sie wurde von dem Ehepaar Astrid und Allan Nilsson adoptiert und wurde somit zu Marianne Nilsson. Ab dem Alter von neun Jahren sang sie im Schulchor und im Kirchenchor. Außerdem hatte sie Ballettunterricht. Mit 15 Jahren begann sie eine Ausbildung zur Friseurin.
Ihre musikalischen Anfänge hatte sie als Sängerin der ortsansässigen Gruppe Stephens. 1957 nahm sie neben Östen Warnerbring an dem Talentwettbewerb „Flugan“ teil und belegte den zweiten Platz. Im selben Jahr gewann sie im Karlskronaer Freizeitpark Wämöparken den Gesangswettbewerb „Karlskronas Vokalist“. Anschließend ging sie bis 1960 mit dem Pianisten, Klarinettisten und Orchesterleiter Rune Persson und seinem Sonneys Orkester auf Tournee.
1960 zog sie nach Stockholm, wo sie bei einer Tanzveranstaltung im Nationalpalast „Nalen“ von Bekannten aus ihrer Heimatstadt erkannt und gebeten wurde, auf der Bühne zu singen. Sie musste vier Zugaben geben. Gustaf Lindblom, der Direktor des Theaters, engagierte sie daraufhin. Sie ging mit dem Dirigenten Arne Söderlund und dem Kabarett Nalenca auf Tournee und veröffentlichte schließlich 1961 ihre erste Single bei Fontana Records. Es handelte sich um eine Coverversion von Tom Pillibi, Jacqueline Boyers Gewinnertitel des Eurovision Song Contest 1960. Im November desselben Jahrs tourte Kock mit der Tip-Top-Combo durch die DDR. 1962 veröffentlichte sie eine EP mit Sven-Ingvars.
Es folgten im Verlauf der 1960er und frühen 1970er Jahre zahlreiche Singles, EPs und einige Studioalben bei Fontana, Columbia und Odeon. Viele ihrer Single-Veröffentlichungen waren schwedische Coverversionen populärer Popsongs wie The Carnival Is Over von den Seekers (als Vilken fröjd och vilken smärta), All I See Is You von Dusty Springfield (als En dag ska hela världen mot oss le), Pino Donaggios Io che non vivo (senza te) (als Vackra sagor är så korta), Jack in the Box von Clodagh Rodgers (als Simsalabim), Save the Last Dance for Me der Drifters (als Sista dansen), Gilbert Bécauds Et maintenant/What Now My Love als Vad händer nu?, Lesley Gores You Don’t Own Me (als Jag vill ha dig) oder Conversations von Cilla Black (als Jag bara fantiserar).
Frühe Platten wurden unter den Namen Marianne Nilsson oder schlicht Marianne veröffentlicht. Bei einigen ihrer Aufnahmen unterstützte sie der Dirigent Sven-Olof Walldoff, der für seinen Auftritt im Napoleon-Kostüm zur Begleitung von ABBAs Auftritt beim Eurovision Song Contest 1974 bekannt ist.
Mit neuem Image (schwarze Perücke und Sonnenbrille) und mit neuem, anglisiertem Künstlernamen (Brenda March) erschien 1964 eine englische Single, Cincinnati Fireball, die sich nicht in den Charts platzieren konnte.
Im Februar 1967 nahm Marianne Kock mit dem Titel Men vore du endast en visa am Melodifestivalen, dem schwedischen Vorentscheid zum Eurovision Song Contest, teil. Sie bekam nur drei Punkte und landete auf Platz 8. Östen Warnerbring vertrat Schweden beim Eurovision Song Contest 1967 in der Wiener Hofburg mit Som en dröm.
Marianne Kock tourte auch durch die Sowjetunion und nahm an Musikfestivals in Polen, Malta und anderen Ländern teil. In den 1970er Jahren sang sie mit der Gruppe Tre Profiler und auch im Duett mit Ole Moe. Später trat sie mit dem Sänger Christer Peters und auch mit verschiedenen Jazzbands aus Stockholm auf. In den letzten Jahren tourte sie mit dem Pianisten und Posaunisten Stephan Lindstein.
Zu ihrem 60. Bühnenjubiläum wurde sie 2019 mit einer Ausstellung im Heimatmuseum von Blekinge geehrt.

## Diskografie

### Studioalben
- 1967: Marianne Kock (Columbia SSX 1028)
- 1968: Om och om igen (Odeon PMES 564)
- 1970: Marianne Kock (Telestar TRS 11090)
- 1972: Om hela världen sjöng en sång (Odeon 4E 054 34610)

### Singles
- 1961: "Tom Pillibi" / "Jag är kär" (Fontana 271 200 TF) – als Marianne
- 1963: "Aldrig I livet" / "Bort mot skyn" (Philips 350 226 PF) – als Marianne
- 1964: "E' De' Sant" / "Punkt och slut" (Columbia DS 2247) – als Marianne & the Boys
- 1964: "Cincinnati Fireball" / "That Lucky Old Sun" (Philips 350 244 PF) – als Brenda March
- 1966: "Färval, lilla vän" / "Vilken fröjd och vilken smärta" (Columbia DS 2289)
- 1966: "Vackra sagor är så korta" / "Nå'nstans nå'ngång" (Columbia DS 2332)
- 1967: "Varje gang jag ser dej" / "Mer" (Columbia DS 2352)
- 1967: "Jag är kär I dig" / "Du är den som jag vill ha" (Columbia DS 2366)
- 1967: "Nå'nstans nå'ngång" / "Ensam och allena" (Columbia GN 1780)
- 1968: "Sommarsol och sommarvind" / "Livet är till för att levas" (Columbia DS 2387)
- 1968: "Det är nå'nting som händer" / "Kom snart igen" (Columbia DS 2414)
- 1969: "Kom, kom, kom" / "Gå nu" (Columbia DS 2439)
- 1969: "Se aldrig tillbaka" / "Innan du går" (Columbia DS 2421)
- 1969: "Möt mej I natt på månen" / "Man borde kanske inte bli kär" (Decca F 44554)
- 1970: "Bara det blir vår igen" / "Tro det om ni vill men sant" (Decca F 44556)
- 1970: "Jag bara fantiserar" / "Sista dansen" (Decca F 44558)
- 1970: "Rykk opp dej" / "För då har vi varandra" (Decca F 44559) – mit Sten Nilsson
- 1971: "Samma plats, samma tid" / "Vår lyckas melodi" (Columbia 4E 006-34546)
- 1971: "Simsalabim" / "Käraste" (Decca F 44561)
- 1972: "Om hela världen sjöng en sång" / "Hjärtevän" (Columbia 4E 006-34581)
- 1972: "Härliga, sköna sommar" / "Ta fram dom glada minnena" (Columbia 4E 006-34648)
- 1972: "Lev som du lär" / "Nå'n annanstans I världen" (Columbia 4E 006-34700)
- 1972: "Vår lilla sång" / "Så ta de' lite lugnt ibland" (Columbia 4E 006-34687)
- 1973: "Lyssnar inte världen på en sång" / "Visa lite kärlek" (Columbia 4E 006-34821) – mit Warren Schatz
- 1973: "Sjung, sjung, sjung våran sång" / "Sätt upp tummen på livets väg" (Columbia 4E 006-34882) – mit Warren Schatz

### EPs
- 1961: Tom Pillibi: "Skvaller", "Lyckoland", "Tom Pillibi", "Jag är kär" (Fontana 466 251 TE)
- 1961: Hur många tårar: "Hur många tårar", "En lekfull vind", "Du måste lära dig vad jag heter", "Kärleken förstår du dig inte på" (Fontana 466 257 TE) – als Marianne Nilsson
- 1961: Kärleken förstår du dej inte på: "Kärleken förstår du dej inte på", "Schlabberlabberlabb", "Sucu sucu", "Med ljus och lykta" (Fontana 466 254 TE) – als Marianne
- 1961: Plingelinge ling, hör banjon min: "Plingelinge ling, hör banjon min", "Snälla per", "Bara mamma vill inte förstå ", "Aldrig ringer du" (Fontana 466 252 TE) – als Marianne
- 1962: Luffarevisa: "Luffarevisa", "Då börjar livets vår", "Prairie", "Theme From Anniversary Song (Donauwellen)" (Philips 433 412 PE) – mit Sven-Ingvars
- 1962: Dansa Twist: "Bossa Nova Dygnet Runt", "Dansa Twist", "Jag är förälskad", "Det är väl livet" (Philips 433 417 PE) – als Marianne
- 1965: Ge mej tro, ge mej hopp, ge mej kärlek: "Ge mej tro, ge mej hopp, ge mej kärlek", "Jag kan läsa mellan raderna ", "Om och om igen", "Mer" (Columbia SEGS 137)
- 1966: Vackra sagor är så korta: "Vackra sagor är så korta", "Nå'nstans nå'ngång", "Kan du förlåta mej?", "Ensam och allena" (Columbia SEGS 146)
- 1966: Vilken fröjd och vilken smärta: "Vilken fröjd och vilken smärta", "Vad händer nu?", "Färval, lilla vän", "Jag skall vänta" (Columbia SEGS 140)
- 1966: Sjunger Eurovisionsschlager 1966: "Vinterrosor", "Vad har jag kvar?", "Merci, Chérie", "Nygammal vals" (His Master’s Voice 7-EGS 326) – mit Gunnar Wiklund
- 1967: Marianne Kock: "En dag ska hela världen mot oss le", "Du är allt", "Varje gång jag ser dej", "Älskar du mej än" (Columbia SEGS 153)
- 1968: I drömmens land: "I drömmens land", "Man ska spela för att vinna", "Bättre fly än illa fäkta", "Salt och peppar" (Columbia SEGS 157)

### Compilations
- 1972: Marianne Kock (Emidisc 4E 048-50492M)
- 2005: Det bästa med Marianne Kock (EMI 0946 349532 2 1)